# Incidente del Convair CV-240 di L&J del 1977
L'incidente del Convair CV-240 di L&J del 1977 avvenne il 20 ottobre 1977, quando il volo, a corto di carburante, si schiantò al suolo dopo un tentativo di atterraggio d'emergenza nelle paludi circostanti la cittadina di Gillsburg, nel Mississippi. Il volo, destinato all'Aeroporto di Baton Rouge in Louisiana, era gestito dalla compagnia L & J Company di Addison (Texas) utilizzando un velivolo Convair CV-240, precisamente con matricola N55VM.
A bordo dell'aereo c'era il gruppo southern rock Lynyrd Skynyrd, insieme ad alcuni assistenti e collaboratori: morirono 6 dei 24 passeggeri. Nel disastro perirono il cantante Ronnie Van Zant, il chitarrista Steve Gaines, la corista Cassie Gaines (sorella maggiore di Steve), il road manager Dean Kilpatrick, e due membri dell'equipaggio: il pilota Walter McCreary e il co-pilota William Gray.

## L'incidente
Il 20 ottobre 1977, appena tre giorni dopo la pubblicazione dell'album Street Survivors, i Lynyrd Skynyrd presero un Convair CV-240 per volare da Greenville, Carolina del Sud, dove si erano esibiti al Greenville Memorial Auditorium, fino all'Università statale della Louisiana a Baton Rouge, in Louisiana. Quasi verso la fine del viaggio, l'aereo si trovò a corto di carburante e - nonostante i piloti avessero tentato un atterraggio d'emergenza - l'aereo si schiantò nella foresta vicino a Gillsburg, Mississippi, causando 6 morti e svariati feriti. Il personale medico di soccorso giunse velocemente sul luogo del disastro e si prodigò per soccorrere le vittime. Feriti e morti furono portati in ambulanza nei vicini ospedali di McComb e Jackson.
Oltre ai deceduti Van Zant, Gaines, Cassie Gaines, Kilpatrick, McCreary e GrayIl, il chitarrista Allen Collins riportò la rottura di due vertebre del collo, e sia Collins che il bassista Leon Wilkeson rischiarono l'amputazione di un braccio a causa delle ferite. Wilkeson ebbe svariate lesioni interne, inclusa la perforazione di un polmone, e la perdita di gran parte della dentatura. Il chitarrista Gary Rossington si ruppe entrambe le braccia, la gamba destra e l'anca. La corista Leslie Hawkins si fratturò il collo in tre punti. Il roadie Steve Lawler soffrì svariate contusioni e lacerazioni facciali. Il security manager Gene Odom riportò ustioni gravi a braccia e faccia e perse la vista da un occhio.
Il tastierista Billy Powell si ruppe il naso e si ferì un ginocchio, e successivamente causò molte polemiche attirandosi parecchie critiche quando raccontò con dovizia di particolari alla stampa la tragica fine della corista Cassie Gaines, a suo dire morta tra le sue braccia con la gola tagliata da parte a parte. Powell dichiarò anche che la testa di Ronnie Van Zant, che venne sbalzato dal finestrino dell'aereo e morì per le ferite subite, si era letteralmente spappolata durante l'impatto. La versione di Powell venne poi smentita anni dopo da Artimus Pyle e Judy Van Zant Jenness, che pubblicarono sul sito web della band i risultati dell'autopsia del cantante all'inizio del 1998.
Il batterista Artimus Pyle, l'unico membro del gruppo a non riportare ferite gravi, venne sbalzato fuori dal velivolo rompendosi alcune costole nella caduta, ritrovandosi nelle paludi a una certa distanza dall'incidente insieme ai roadie Kenneth Peden Jr. e Marc Frank. I tre furono soccorsi dall'agricoltore Johnny Mote, giunto lì per vedere cosa fosse successo.
La terza corista facente parte delle The Honkettes, JoJo Billingsley, non era sul volo poiché era rimasta a casa malata; avrebbe raggiunto gli altri in tempo per il concerto a Little Rock, in Arkansas, fissato per il 23 ottobre. Billingsley dichiarò in seguito di aver sognato l'incidente aereo prima che esso avvenisse, e di aver telefonato a Allen Collins scongiurandolo di non utilizzare il Convair.
All'inizio dell'estate del 1977 lo stesso apparecchio Convair CV-240 era stato preso in considerazione dai membri degli Aerosmith per un possibile impiego, ma era stato scartato perché né l'aereo né l'equipaggio erano stati giudicati all'altezza degli standard di sicurezza. L'assistente degli Aerosmith Zunk Buker raccontò di aver visto i piloti McCreary e Gray passarsi una bottiglia di Jack Daniel's mentre lui e il padre ispezionavano l'aereo. Nello specifico, erano stati Steven Tyler e Joe Perry a insistere per il noleggio dell'aeroplano in questione.

## Le indagini
Il National Transportation Safety Board determinò che la probabile causa dell'incidente fu l'esaurimento del carburante in volo e la totale perdita di controllo del velivolo dovuta al calo di potenza di entrambi i motori da attribuirsi alla negligenza dell'equipaggio, che dimenticò di rifornire il velivolo. Inoltre, contribuirono all'esaurimento del carburante l'inadeguato piano di volo e un malfunzionamento tecnico di natura non ben precisata che fece bruciare il combustibile in maniera più veloce del normale.

## Conseguenze
La casa discografica della band, la MCA Records, sostituì la copertina originale dell'album Street Survivors perché mostrava il gruppo circondato dalle fiamme. Il sito dello schianto è stato trasformato in un memoriale con tanto di monumento funebre e lapidi che ricordano i nomi dei defunti, dei sopravvissuti al disastro e dei soccorritori.
Nel 2017 i membri superstiti della band e i familiari dei defunti hanno intrapreso un'azione legale per bloccare la produzione e l'uscita del film Street Survivors: The True Story of the Lynyrd Skynyrd Plane Crash. La disputa verteva su un presunto "patto di sangue" stipulato all'epoca dai sopravvissuti del disastro (rivelato nel film), circa il non usare mai più il nome "Lynyrd Skynyrd" per non capitalizzare sulla tragedia. Alla fine il film è stato comunque distribuito il 1º dicembre 2017.